# Čista kvinta
Čista kvinta, tudi diapente je interval, ki poleg prime in oktave velja za najbolj konsonantnega. Čista kvinta je pomemben interval klasičnih akordnih struktur in kompozicijskih principov nasploh. Njegova vloga je pomembna tudi pri principih uglasitev. Po intervalni kvaliteti spada med »čiste« intervale (čista prima, čista oktava), katerih frekvenčno razmerje med dvema tonoma predstavlja relativno enostavnen ulomek in so zato konsonančni.
Čista kvinta je zgodovinsko pomemben interval, saj je bil poleg oktave prvi, ki ga je v svojem harmonskem mišljenju sprejela glasba gregorijanskega korala in s tem odprla pot prihajajočemu dvoglasju in kasneje polifoniji. Čista kvinta se pojavlja v vseh durovih in molovih trizokvih (kvintakordih). Je eden izmed treh intervalov, ki obsegajo pet stopenj diatonične lestvice, druga dva sta (za kromatični polton manjša) zmanjšana kvinta in zvečana kvinta (za kromatični polton večja). Solmizacija čiste kvinte je npr. do-so. Intervalna okrajšava je č5, njegova inverzija pa je čista kvarta.